# 1,1,1-三溴乙烷
1,1,1-三溴乙烷是一种有机溴化合物，化学式C
2H
3Br
3，属于卤代烷烃。